# Ezetaerre
Ezetaerre és un grup de música rap polític en gallec format a A Coruña l'any 2015.
La carrera del grup va començar al juny de 2015, quan els tres integrants van realitzar una cançó satírica contra la fusió de facultats a la Universitat de la Corunya. A la fi d'aquell mateix any, van publicar «Berros do mar», tema integrat posteriorment en la maqueta del grup, publicada al març de 2016 i composta per 10 temes.
Al febrer de 2017, el grup va editar el seu primer treball d'estudi, Aspiracións mínimas e urxentes, un LP de 8 temes produït per Iago Pico a Pousada Son Studios. El dia del llançament del disc, el grup va publicar al seu canal de YouTube un videoclip per cada tema, essent la primera banda gallega a treure 8 videoclips en un mateix dia.
A finals de 2018, Ezetaerre va treure el seu tercer disc, Pólvora e Tormenta (Letras para Woody Mellor), amb la col·laboració de grups catalanoparlants com Zoo, Ginestà i La Pegatina. El seu beatmaker, Peter Petrowski, està relacionat musicalment amb diferents formacions valencianes.

## Discografia
- Maqueta (Autoedició, 2016)
- Aspiracións mínimas e urxentes (Santa Guerrilla, 2017)
- Pólvora e Tormenta (Letras para Woody Mellor) (New Beats, 2018)[5]